# Касаткино (Красногорський район)
Каса́ткино (рос. Касаткино) — присілок в Красногорському районі Удмуртії, Росія.

## Населення
Населення — 6 осіб (2010; 8 в 2002).
Національний склад станом на 2002 рік:
- удмурти — 100 %